# Fernand Fabre
Fernand Fabre (7 de noviembre de 1899 – 19 de enero de 1987) fue un actor teatral y cinematográfico de nacionalidad francesa.
Su nombre completo era Fernand Louis Adelin Fabre. Nacido en Salon-de-Provence, Francia, falleció en París en 1987.

## Filmografía
| - 1925 : Knock, de René Hervil - 1927 : Miss Helyett, de Georges Monca y Maurice Kéroul - 1927 : Minuit, place Pigalle, de René Hervil - 1928 : La Femme du voisin, de Jacques de Baroncelli - 1928 : L'appassionnata, de Léon Mathot y André Liabel - 1928 : Paris girls, de Henry Roussell - 1928 : Le Permis d'aimer, de Georges Pallu - 1929 : Le Collier de la reine, de Gaston Ravel y Tony Lekain - 1930 : Toute sa vie, de Alberto Cavalcanti - 1930 : L'Étrangère, de Gaston Ravel - 1930 : Le Réquisitoire, de Dimitri Buchowetzki - 1931 : La Vagabonde, de Solange Bussi - 1931 : La Chance, de René Guissart - 1932 : Rivaux de la piste, de Serge de Poligny - 1933 : Madame Bovary, de Jean Renoir - 1933 : Le Sexe faible, de Robert Siodmak - 1933 : On a volé un homme, de Max Ophüls - 1934 : Le Secret d'une nuit, de Félix Gandera - 1935 : Jérôme Perreau, de Abel Gance - 1935 : Barcarolle, de Gerhard Lamprecht y Roger Le Bon - 1935 : Cavalerie légère, de Werner Hochbaum y Roger Vitrac - 1936 : La Mystérieuse Lady, de Robert Péguy - 1936 : L'Homme du jour, de Julien Duvivier - 1937 : Nuits de prince, de Vladimir Strijewski - 1937 : Ma petite marquise, de Robert Péguy - 1938 : Double crime sur la ligne Maginot, de Félix Gandera - 1938 : Le Héros de la Marne, de André Hugon - 1938 : Deux de la réserve, de René Pujol - 1938 : Noix de coco, de Jean Boyer - 1938 : Les Nouveaux Riches, de André Berthomieu - 1939 : Le Danube bleu, de Emil-Edwin Reinert - 1943 : Le Colonel Chabert, de René Le Hénaff - 1943 : L'Escalier sans fin, de Georges Lacombe - 1945 : Mission spéciale, de Maurice de Canonge - 1945 : Master Love, de Robert Péguy | - 1945 : Dernier métro, de Maurice de Canonge - 1945 : Le Cabaret du grand large, de René Jayet - 1946 : Triple enquête, de Claude Orval - 1946 : L'Homme de la nuit, de René Jayet - 1947 : Les jeux sont faits, de Jean Delannoy - 1947 : Après l'amour, de Maurice Tourneur - 1949 : Dernière heure, édition spéciale, de Maurice de Canonge - 1950 : Olivia, de Jacqueline Audry - 1950 : Les Amants de Bras-Mort, de Marcello Pagliero - 1951 : Barbe-Bleue, de Christian-Jaque - 1951 : Le Crime de Bouif, de André Cerf - 1952 : La espada y la rosa, de Ken Annakin - 1952 : Moulin Rouge, de John Huston - 1954 : Napoléon, de Sacha Guitry - 1956 : Les Collégiennes, de André Hunebelle - 1956 : Michel Strogoff, de Carmine Gallone - 1957 : Deuxième bureau contre inconnu, de Jean Stelli - 1958 : Maxime, de Henri Verneuil - 1959 : Austerlitz, de Abel Gance - 1962 : Arsène Lupin contre Arsène Lupin, de Édouard Molinaro - 1962 : Le Gorille a mordu l'archevêque, de Maurice Labro - 1969 : Les Enquêtes du commissaire Maigret, de René Lucot, episodio L'ombre chinoise - 1970 : La Prise de pouvoir par Louis XIV, de Roberto Rossellini - 1971 : Franz, de Jacques Brel - 1972 : Au théâtre ce soir : Adorable Julia, de Marc-Gilbert Sauvajon, escenografía de René Clermont, dirección de Georges Folgoas, Teatro Marigny - 1976 : Au théâtre ce soir : Seul le poisson rouge est au courant, de Jean Barbier y Dominique Nohain, escenografía de Dominique Nohain, dirección de Pierre Sabbagh, Teatro Édouard VII - 1980 : Les Enquêtes du commissaire Maigret, episodio Maigret et les Vieillards, de Stéphane Bertin |

## Teatro
- 1921 : Les Misérables, de Paul Meurice y Charles Hugo a partir de la novela de Victor Hugo, Teatro del Odéon
- 1922 : Molière, de Henry Dupuy-Mazuel y Jean-José Frappa, escenografía de Firmin Gémier, Teatro del Odéon
- 1927 : Les Amants de Paris, de Pierre Frondaie, Théâtre de la Ville, con Sylvie, Mady Berry, y Harry Baur
- 1929 : Le Sexe faible, de Édouard Bourdet, Teatro de la Michodière
- 1932 : L'Inspecteur Grey, de Max Viterbo y Alfred Gragnon, escenografía de Fernand Fabre, Plazza Théâtre 15
- 1932 : 5 à 7, de Andrée Mery, Teatro de la Potinière
- 1933 : Le Locataire du troisième sur la cour, de Jerome K. Jerome, escenografía de Charles Edmond, Teatro Hébertot
- 1934 : Les jeux sont faits, de Andrée Mery, Teatro de la Potinière
- 1937 : Jeux dangereux, de Henri Decoin, escenografía de Fred Pasquali, Teatro de la Madeleine
- 1944 : Le Roi Christine, de Marcelle Maurette, Teatro Édouard VII
- 1948 : L'Extravagante Théodora, de Jean de Létraz, escenografía del autor, Teatro des Capucines
- 1949 : La Galette des Rois, de Roger Ferdinand, escenografía de Jean Wall, Teatro Daunou
- 1954 : La Corde, de Patrick Hamilton, escenografía de Jean Darcante, Teatro de la Renaissance
- 1954 : Adorable Julia, de Marc-Gilbert Sauvajon y Guy Bolton a partir de Somerset Maugham, escenografía de Jean Wall, Théâtre du Gymnase Marie-Bell
- 1957 : Au Paradis, de Fernand Millaud, escenografía de Marcel Alba, Théâtre des Arts
- 1957 : L'École des cocottes, de Paul Armont y Marcel Gerbidon, escenografía de Jacques Charon, Teatro Hébertot, Teatro des Célestins
- 1973 : Seul le poisson rouge est au courant, de Jean Barbier y Dominique Nohain, escenografía de Dominique Nohain, Teatro Charles de Rochefort